# 柯尼希斯瓦尔德
柯尼希斯瓦尔德（德語：Königswalde）是德国萨克森州的市镇，隶属于厄尔士山县。总面积为19.51平方千米，截至2023年12月31日总人口为2,173人。